# 埼玉県立誠和福祉高等学校
埼玉県立誠和福祉高等学校（さいたまけんりつ せいわふくしこうとうがっこう）は、埼玉県羽生市大字神戸に所在する公立の高等学校。県内で唯一の福祉科がある。市境上に位置し、運動トラックなどは加須市内にある。

## 設置学科
- 福祉科
  - 福祉進学コース
  - 介護福祉士コース
- 総合学科
  - 福祉系列
  - 看護・医療福祉系列
  - 保育・幼児教育系列
  - 教養系列

## 沿革
- 1970年（昭和45年） - 埼玉県立不動岡女子高等学校開校（埼玉県立不動岡高等学校敷地内に仮校舎）、全日制普通科（女子）4学級。(新入生は194人) [1]
- 1971年（昭和46年） - 現在地に移転。
- 1991年（平成3年） - 埼玉県立不動岡誠和高等学校に改称、学科再編により、普通科（女子）3学級・社会福祉科（共学）1学級に。
- 2000年（平成12年） - 学科再編により、普通科（女子）2学級・社会福祉科（共学）2学級に。
- 2008年（平成20年） - 埼玉県立騎西高等学校と統合され、埼玉県立誠和福祉高等学校となった（設置場所は不動岡誠和高校の現在地）、従来の普通科2クラスを廃止し、代わりに総合学科3クラスを設置。社会福祉科も福祉科と改称。

## クラブ
運動部
- ハンドボール（女子）
- バドミントン
- バレーボール（男子）
- 弓道（女子）
- 卓球（女子）
- ソフトテニス
- 剣道

文化部
- 吹奏楽
- コーラス
- ユーリカ
- 美術
- 箏曲
- ギター
- 写真
- JRC
- 漫画アニメ
- 家庭
- 茶道
- 華道
- 英語
- 書道
- 文芸

## 交通
- 東武伊勢崎線南羽生駅より徒歩25-30分 (自転車10-15分)